# Passo de Mana
O passo de Mana (chinês simplificado: 玛那山口; em hindi:  माना दर्रा) é um passo de montanha na cordilheira Himalaia, localizado a 5632 m de altitude sobre a fronteira China-Índia, mais precisamente entre Uttarakhand (Índia) e a Região Autónoma do Tibete. É provavelmente o mais alto passo de montanha acessível a veículos, já que é cruzado por uma estrada construída entre 2005 e 2010 por militares indianos da Border Roads Organisation, construção visível em imagens de satélite como as disponibilizadas pelo Google Earth. A estrada do lado indiano chega a atingir os 5610 m de altitude (dados SRTM).
Do lado indiano, acessível a partir de Badrinathpuri, fica o vale do rio Alaknanda (sul-sudoeste) e do lado tibetano o vale do rio Sutlej (norte-nordeste). O passo faz parte do Parque Nacional de Nanda Devi.

## História
O passo de Mana foi uma antiga rota de comércio entre Uttarakhand e o Tibete. Lingando Badrinath ao reino de Guge (/hoje uma província) no Tibete. Os jesuítas portugueses António de Andrade e seu irmão Manuel Marques foram os primeiros europeus a entrar no Tibete e cruzaram o passo de Mana em 1624. O passo continuou a ser uma rota comercial menor, até ser encerrado pelos chineses em 1951. Em 29 de abril de 1954, a República Popular da China e a União Indiana assinaram um acordo que garantia a passagem entre os dois países aos peregrinos e residentes nas proximidades.